# Mohamed Tarabulsi
Mohamed Kheir Tarabulsi (Beirute, 26 de setembro de 1950, em Beirute – 21 de agosto de 2002, em Beirute) é um antigo halterofilista do Líbano.
Mohamed Trabulsi participou dos Jogos Olímpicos de 1972. Ele foi vice-campeão com 472,5 kg no total (160 kg no desenvolvimento [movimento-padrão abolido em 1973], 140 kg no arranque e 172,5 no arremesso), na categoria até 75 kg.
Quadro de resultados
| Ano  | Posição | Competição                            | Classe de peso | Marca                    |
| 1968 | 14.     | Jogos Olímpicos e Campeonato Mundial* | –67,5 kg       | 377,5 kg (112,5+120+145) |
| 1972 | 2.      | Jogos Olímpicos e Campeonato Mundial* | –75 kg         | 472,5 kg (160+140+172,5) |
| 1978 | 1.      | Jogos Asiáticos                       | –67,5 kg       |                          |
| 1980 |         | Jogos Olímpicos e Campeonato Mundial* | –75 kg         | Sem marca, não concluiu  |
| 1982 | 2.      | Jogos Asiáticos                       | –82,5 kg       |                          |

*Os Jogos Olímpicos de 1968, 1972 e de 1980 contaram como Campeonato Mundial de Halterofilismo também.

Definiu quatro recordes mundiais no arranque, na categoria até 75 kg, que foram:
| Data | Disciplina | Marca    | Classe de peso | Lugar   |
| ---- | ---------- | -------- | -------------- | ------- |
| 1972 | Arranque   | 145,5 kg | –75 kg         | Beirute |
| 1972 | Arranque   | 146 kg   | –75 kg         | Amã     |
| 1972 | Arranque   | 147,5 kg | –75 kg         | Beirute |
| 1973 | Arranque   | 150 kg   | –75 kg         | Beirute |